# Oum Rabia
Oum Rabia  (in arabo أم الربيع‎?) è un centro abitato e comune rurale del Marocco situato nella provincia di Khénifra, regione di Béni Mellal-Khénifra. Conta una popolazione di 9 555 abitanti (censimento 2014).